# Prunus huantensis
Prunus huantensis es un árbol sudamericano perteneciente a la familia Rosaceae y nativo de los bosques montanos de Perú, Ecuador y Colombia.

## Descripción
Es un arbusto  o árbol de hasta 27 m alto, con ramas terminales de color marrón y con lenticelas. Hojas de 6.5--17 cm de largo, 3.5--7 cm de ancho; ovadas, de base redondeada; rígidas, coriáceas; poco dentadas. Las flores están dispuestas en un racimo alargado de hasta 17 cm de largo; los sépalos son de 1 mm de largo y los pétalos de hasta 3 mm de largo. Los frutos son negros y esféricos, de hasta 1.9 cm de ancho.

## Distribución y hábitat
Prunus huantensis crece en bosques montanos entre 2500--3500 m de elevación, desde el sur Colombia hasta el norte húmedo y zona céntrica de Chile.

## Nombres comunes
Los nombres registrados para esta especie son: inca-inca (centro de Perú); tubo (en la Provincia de Pataz, norte de Perú); pandala o pundé (sur de Colombia); sacha capulí, capulí, laurel o canelón (en Ecuador).